# موراليخا
بلدية موراليخا (بالإسبانية: Moraleja)‏، هي بلدية تقع في مقاطعة قصرش والتي تقع في منطقة إكستريمادورا، غرب إسبانيا.
يبلغ عدد سكانها 7.919 نسمة وفقاً لإحصائية سنة (2007). وتبلغ مساحتها 147.6 كم2،و بذلك تكون الكثافة السكانية 53,65 نسمة/كم2. يبلغ ارتفاعها 261 م عن سطح البحر.

## وصلات خارجية
- موقع رسمي